# اسکیپ مارلی
اسکیپ مارلی (به انگلیسی: Skip Marley) یک خواننده-ترانه‌پرداز جامائیکایی است.او نوهٔ باب مارلی است.